# Sebolavy
Albums de Mickey 3D
La Grande Évasion
(2009) Nous étions des humains
(2023)
Singles
1. La Rose blanche
2. En Léger différé
3. Sebolavy

Sebolavy est le sixième album du groupe Mickey 3D. Il est sorti le 1er avril 2016, après sept ans d’absence. Il s'agit du premier album de Mickey 3D composé de 13 chansons au lieu de 14 habituellement.
Sur cet opus, aux côtés de Mickaël Furnon, leader du groupe, on retrouve Najah El Mahmoud (absente dans "La Grande Évasion") qui interprète et compose la chanson "Les Papillons" (ainsi que le texte de Liberté Égalité Fragilité) et de nouveaux musiciens : Guillaume Poty (basse), Sylvain Gras (guitare), Xavier Granger (batterie) et Thierry Bon (guitare, basse, claviers et programmations), qui co-signe 3 morceaux : "Sebolavy", "François sous la pluie" et "Liberté Égalité Fragilité". Les sujets abordés sont très variés, passant du social (Liberté Égalité Fragilité), à l'écologie (Après le Grand Canyon), aux souvenirs d'enfances (Sylvie, Jacques et les autres), et aux chansons d'amour un peu bancales (J'attends Mylène). La musique se décline suivant plusieurs styles, on y retrouve tout aussi bien de la pop ("Le dernier des cinglés"), du rock (Aurélia), des refrains chantés en anglais ("En léger différé", "Des fleurs dans les cheveux") et de l'acoustique (Rallonge tes rêves).
La pochette de l'album est une photo de la résistante allemande Sophie Scholl, membre du collectif La Rose Blanche, à laquelle la chanson "La Rose Blanche" rend hommage. Le titre de l'album est une référence au vers "Cueillez dès aujourd'hui les roses de la vie" du poète Pierre de Ronsard, ayant le personnage Rrose Selavy à l'artiste Marcel Duchamp, personnage lui-même repris par l'écrivain Robert Desnos. Aurélia est inspirée du récit "Aurélia ou le Rêve et la Vie" de Gérard de Nerval. L'album contient d'autres références à des personnages et évènements historiques (Geronimo dans Après le Grand Canyon, Martin Luther King, Mai 1968 dans Rallonge tes Rêves, le Front populaire dans François sous la pluie, la Résistance dans La Rose Blanche), des personnalités politiques (Marine Le Pen dans En Léger Différé, François Hollande dans François sous la pluie) et des artistes populaires (Mylène Farmer dans J'attends Mylène, Jacques Brel, Claude François dans Sylvie, Jacques et les autres).
La Rose Blanche est le 1er single tiré de l'album, sorti le 1er décembre 2015. Le clip vidéo de cette chanson reprend des images du film Le Ballon rouge d'Albert Lamorisse (1956), dans lequel on peut apercevoir le chanteur Renaud, alors enfant, accompagné de son frère jumeau David. Le 2e single "En Léger différé" sort le 15 février 2016 et le 3e single, "Sebolavy", sort le 1er juillet 2016. Pour cette dernière chanson, le clip vidéo reprend des extraits d'un spot de l'association anglaise pour la protection des animaux Animal Equality, montrant des images de poussins élevés en batterie.

## Liste des chansons
| No  | Titre                         | Durée |
| --- | ----------------------------- | ----- |
| 1.  | La Rose blanche               | 4:04  |
| 2.  | En léger différé              | 3:25  |
| 3.  | Rallonge tes rêves            | 4:05  |
| 4.  | Sebolavy                      | 3:43  |
| 5.  | Aurélia                       | 4:00  |
| 6.  | Les Papillons                 | 4:09  |
| 7.  | J'attends Mylène              | 4:03  |
| 8.  | Le Dernier des cinglés        | 3:40  |
| 9.  | Après le Grand Canyon         | 3:33  |
| 10. | François sous la pluie        | 3:01  |
| 11. | Liberté Égalité Fragilité     | 3:08  |
| 12. | Les Fleurs dans les cheveux   | 3:41  |
| 13. | Sylvie, Jacques et les autres | 4:34  |